# Operacija Banner
Operacija Banner naziv je britanske vojne misije tijekom Sjevernoirskog sukoba između 1969. i 2007. Počinje poslije nemira u Sjevernoj Irskoj kada je vlada u Londonu uvidjela da policija nema kontrolu na ulicama. Tada se nije vjerovalo da će proći više od 30 godina prije nego što će se vojnici poslati kući. Broj vojnika ovisio je o tom koliko su nasilni nemiri bili, između 5 000 i 21 000 vojnika. Računa se da je poginulo 763 britanskih vojnika a 6 100 povrijeđeno u sukobima s paravojnim skupinama u Sjevernoj Irskoj. 
Primjeri pod-operacija:
- Operacija Flavius
- Operacija Motorman
- Operacija Demetrius

Katoličko stanovništvo Sjeverne Irske kritiziralo je prisustvo britanske vojske jer je ona ponekad greškom ubijala i civile. Najpoznatiji primjer bila je Krvava nedjelja 30. siječnja 1972., kada je vojska greškom ubila 14 prosvjednika jer su vjerovali da su to bili pripadnici Privremene IRA-e, a u biti bila je mladež koja je bacala kamenje na vojsku. Tijekom perioda od 38 godina vojnici su ubili 156 civila. 